# Accord de libre-échange entre les États-Unis et la Jordanie
L'accord de libre-échange entre les États-Unis et la Jordanie est un accord de libre-échange signé le 24 octobre 2000 entre les États-Unis et la Jordanie et entré en application le 17 décembre 2001. C'est le quatrième accord de libre-échange des États-Unis, après ceux avec Israël, le Canada et le Mexique. Il fait suite à la mise en place de Qualifying Industrial Zone, depuis 1997, dans le cadre de l'Accord de libre-échange entre les États-Unis et Israël et du processus de paix autour d'Israël. Par ces accords, ces marchandises produites dans ces zones se voient accordées des droits de douane préférentiels sur des marchandises produites en partie en Jordanie, en Égypte, en Israël ou dans les territoires palestiniens